# Prix Heinz-Hopf
Le prix Heinz-Hopf est une distinction mathématique décernée tous les deux ans à l'EPF de Zurich depuis 2009. Le prix récompense « des travaux scientifiques exceptionnels dans le champ des mathématiques pures ». Il porte le nom du mathématicien allemand Heinz Hopf (1894–1971), professeur de mathématiques à l'ETH de 1931 à 1965. Le prix est doté de 30 000 CHF (environ 20 000 €) et il est remis à l'occasion des Conférences Heinz Hopf qui sont données à l'ETH par le lauréat.

## Lauréats
| Année | Nom                           | Institution                                                     | Conférence |
| ----- | ----------------------------- | --------------------------------------------------------------- | --- |
| 2009  | Robert MacPherson             | Institute for Advanced Study, Princeton                         | How nature tiles space |
| 2011  | Michael Rapoport              | Université de Bonn                                              | How geometry meets arithmetic |
| 2013  | Yakov Eliashberg Helmut Hofer | Université Stanford Institute for Advanced Study, Princeton     | From Dynamical Systems to Geometry and Back                                                                                              |
| 2015  | Claire Voisin                 | Institut de mathématiques de Jussieu                            | Diagonals in algebraic geometry |
| 2017  | Richard Schoen                | Université de Californie à Irvine                               | How curvature shapes space |
| 2019  | Ehud Hrushovski               | Université d'Oxford                                             | Logic and geometry: the model theory of finite fields and difference fields                                                              |
| 2021  | Jean-Pierre Demailly          | Université Grenoble Alpes                                       | Cérémonie annulée pour raisons sanitaires                                                                                                |
| 2023  | Lai-Sang Young                | Courant Institute of Mathematical Sciences, New York University | What happens when oscillators are disturbed? et Typical trajectories and observable events in deterministic and random dynamical systems |